# Burghof (Overath)
Burghof ist ein Ortsteil von Overath im Rheinisch-Bergischen Kreis in Nordrhein-Westfalen, Deutschland. Er ist heute ein reines Gewerbegebiet.

## Lage und Beschreibung
Das 90 000 Quadratmeter große Gewerbegebiet- und Industriepark Burghof (so der offizielle Titel) liegt zwischen der A4  und der Kreisstraße 484, die hier Kölner Straße heißt. Nebenan liegen die Gewerbegebiete Hammermühle und Diepenbroich.

## Geschichte
Burghof war der Wirtschaftshof der Burg Großbernsau. Von dem Hof wurden vermutlich die zahlreichen Liegenschaften des Rittergeschlechtes derer von Bernsau verwaltet. Zu dem Gutsbereich gehörten im Jahre 1782 rund 544 Morgen Wald und umfangreiche Jagd- sowie Fischereirechte in den Flüssen Agger und Sülz.
Carl Friedrich von Wiebeking benennt die Hofschaft auf seiner Charte des Herzogthums Berg 1789 als Huf. Aus ihr geht hervor, dass der Ort zu dieser Zeit Teil der Honschaft Balken im Kirchspiel Overath war. Der Ort ist auf der Topographischen Aufnahme der Rheinlande von 1817 als Bughof verzeichnet. Die Preußische Uraufnahme von 1845 zeigt den Wohnplatz ebenfalls unter dem Namen Bughof. Ab der Preußischen Neuaufnahme von 1892 ist der Ort auf Messtischblättern regelmäßig als Bughof und gegen Ende des 20. Jahrhunderts als Gut Burghof verzeichnet.
1822 lebten 14 Menschen im als Pachthof kategorisierten Ort, der nach dem Zusammenbruch der napoleonischen Administration und deren Ablösung zur Bürgermeisterei Overath im Kreis Mülheim am Rhein gehörte. Für das Jahr 1830 werden für den als Pachtgut bezeichneten Ort 17 Einwohner angegeben. Der 1845 laut der Uebersicht des Regierungs-Bezirks Cöln als Rittergut kategorisierte Ort besaß zu dieser Zeit ein Wohngebäude mit 18 Einwohnern, alle katholischen Bekenntnisses. Die Gemeinde- und Gutbezirksstatistik der Rheinprovinz führt Burghof 1871 einem Wohnhaus und elf Einwohnern auf. Im Gemeindelexikon für die Provinz Rheinland von 1888 werden für Burghof ein Wohnhaus mit zehn Einwohnern angegeben. 1895 besitzt der Ort ein Wohnhaus mit acht Einwohnern, 1905 werden ein Wohnhaus und 15 Einwohner angegeben.
Ab Anfang der 1970er Jahre wurde 100 Meter nördlich vom Ort die Bundesautobahn 4 trassiert. Der Gutshof wurde in den 2000er Jahren abgetragen und mit einem Gewerbegebiet überbaut. Heute erinnert nur noch der Straßen- und Gewerbegebietsname Burghof an den Wohnplatz.

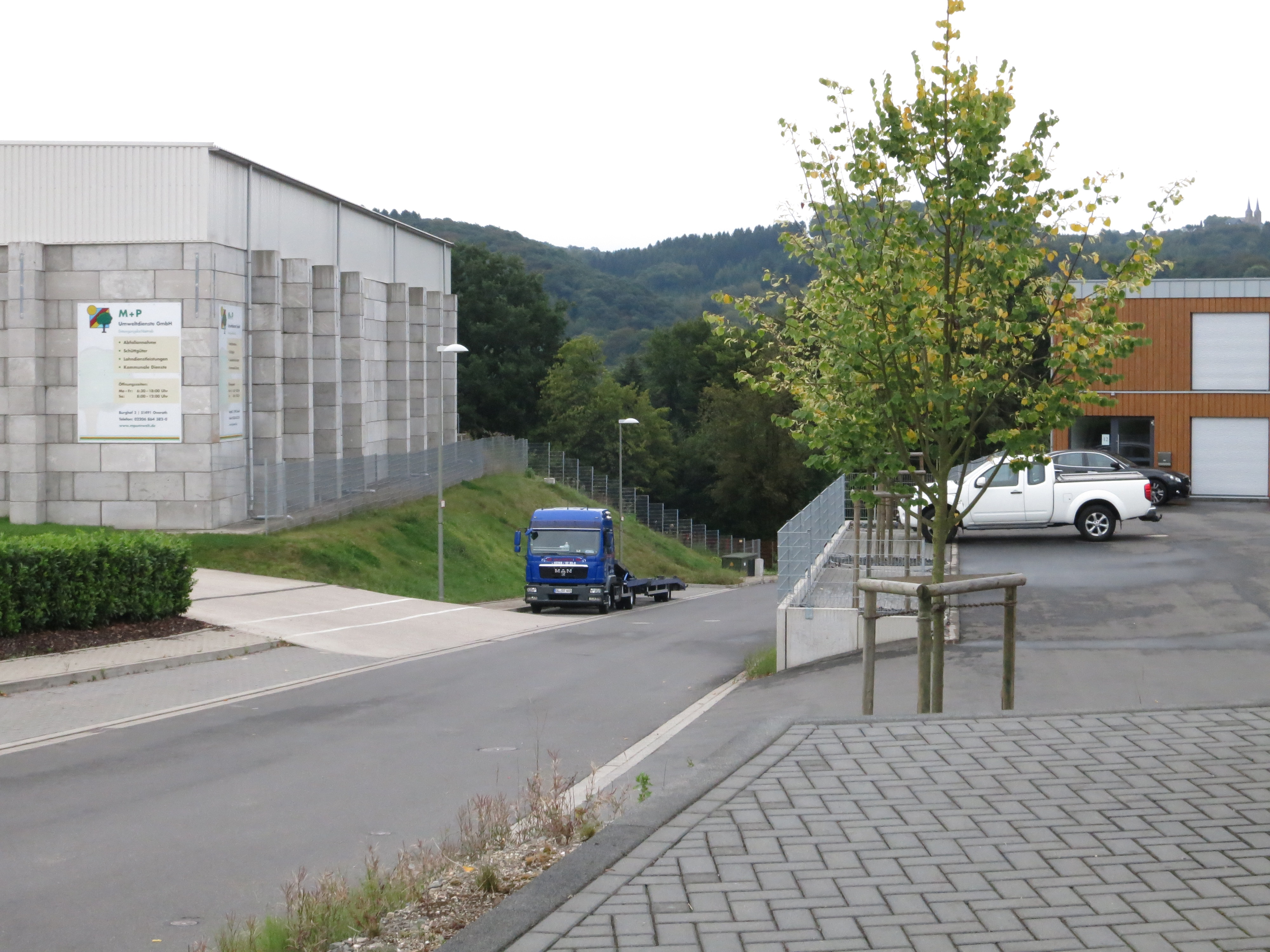
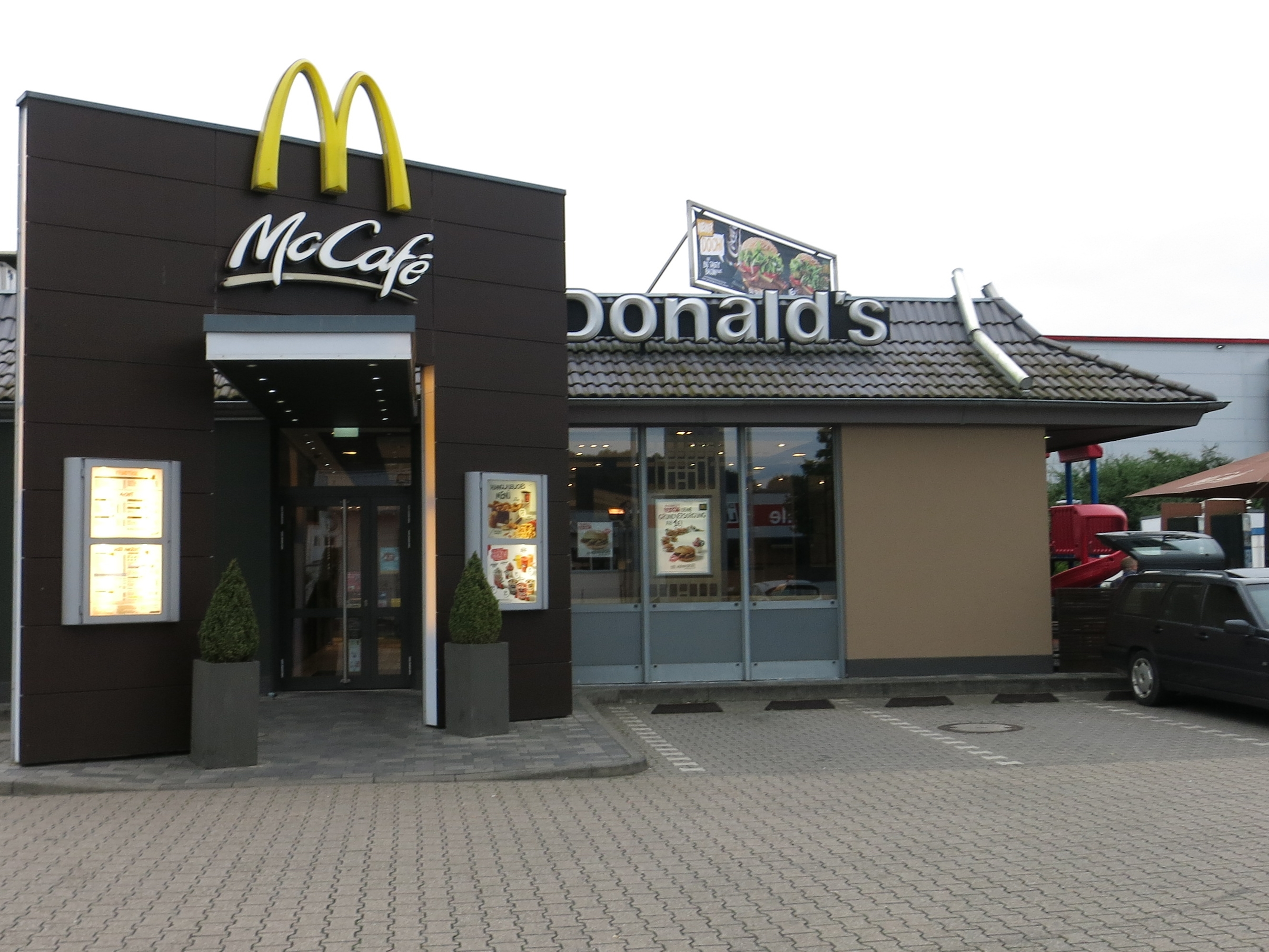
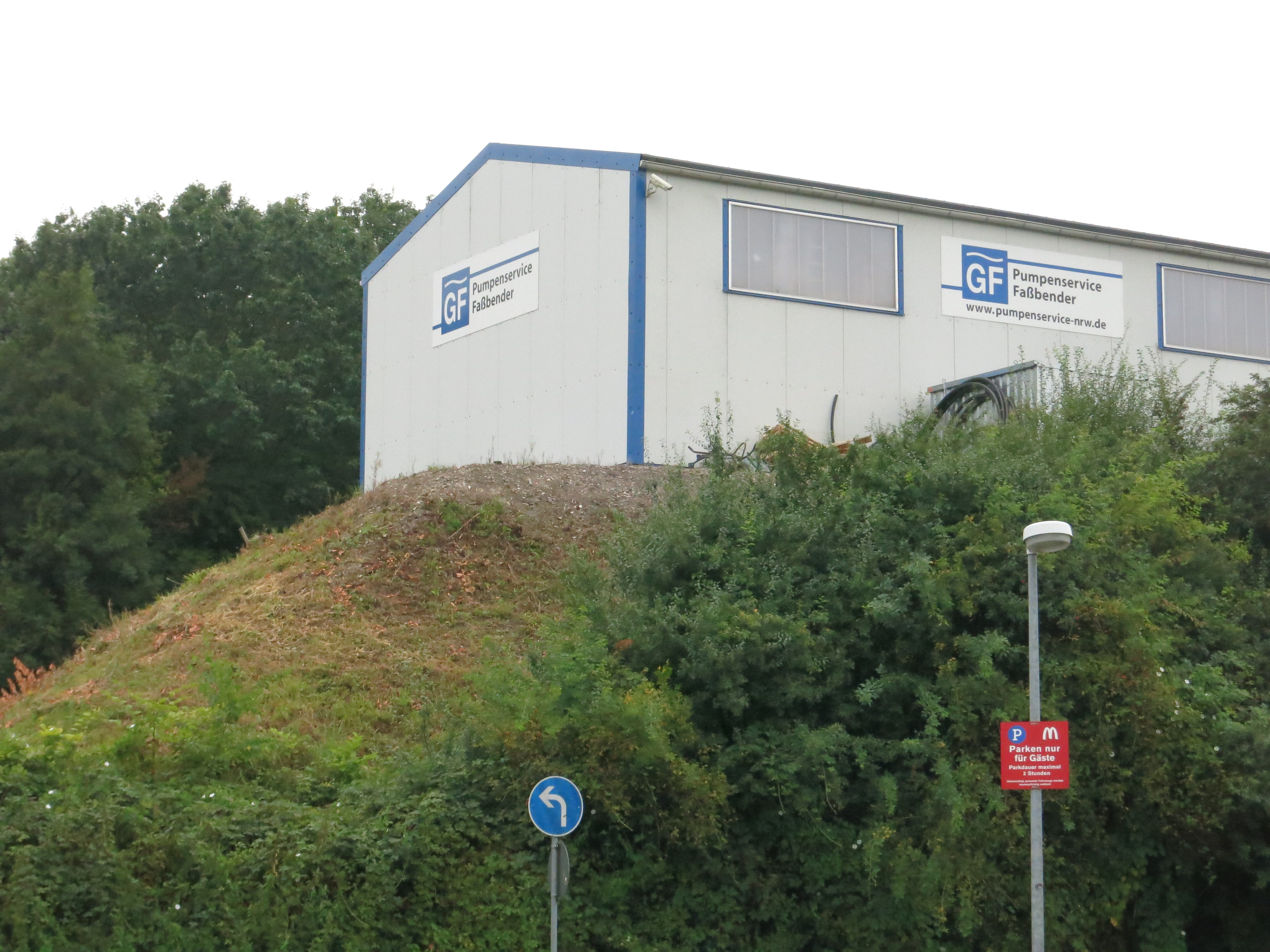